# Гргур Павловић Хрватинић
Гргур Павловић Хрватинић (умро после 1360) је био великаш из Доњих Краја. Као кнез је са својим братом Владиславом управљао жупом Земуник (Земљаник) наследивши свога оца Павла Хрватинића. Павловићи су 1357. године препустили угарском краљу Лајошу Земуник у замену за поседе око Добре Куће код Дарувара. Гргур је умро после 1360. године када се последњи пут помиње у историјским изворима.

## Породица
Гргур је припадао великашкој породици Хрватинића која је од краја 13. века управљала Доњим Крајима. Гргуров деда, Хрватин, родоначелник Хрватинића, био је вазал брибирских кнезова Шубића. Хрватинови синови касније мењају страну и у борби бана Младена II Шубића против угарског краља Карла Роберта и претендента Стефана II Котроманића подржавају Стефана. Изгледа да је Павле први од своје браће прешао на страну Стефана II. Његово име први пут срећемо у исправи локалног великаша Берислава Скочића из 1323. године. Исправа је састављена пред Павлом. Из ове исправе сазнајемо да је Павле верно служио Стефана II Котроманића од кога је на управу добио жупу Земљаник. Павле је умро после 1345. године. Имао је двојицу синова, Гргура и Владислава.

## Биографија
Хрватинићи су се 1351. године поделили тако да су Вукославићи (Вук, Павле и Влатко) добили жупу Бањицу, а Павловићи жупу Земљаник. У име Вукославића наступао је кнез Влатко, а у име Павловића кнез Гргур. Угарски краљ Лајош I (1342-1382) наставио је политику учвршћења централне власти који је спроводио његов отац. На почетку владавине је од Твртка узео територије између Цетине и Неретве (Хумска земља) потврдивши му, за узврат, власт над Усором и Соли. Успео је својој власти потчинити и део Доњих Краја. Наиме, синови кнеза Павла, Гргур и Владислав, заједно са Гргуром Стјепанићем, понудили су угарском краљу верну службу. Њихови поседи су 1357. године изузети из власти босанског бана. Изгледа да је на краљеву страну прешао и Павле Вукославић док је Влатко остао веран босанском бану све до угарског похода из 1364. године када прелази на страну Лајоша.
У замену за поседе у Доњим Крајима, Павловићи су добили део града Добра Кућа код Дарувара. Након преласка на страну угарског краља иступа једино Гргур Павловић, док се његов брат Владислав више не помиње. Гргур је 1358. године донео печушки Каптол, исправу о разграничењу Добре Куће. Две године касније помиње се као особа којој су неки краљеви поданици нанели велика насиља. Тада се по последњи пут помиње у историјским изворима.
Фердо Шишић је погрешно сматрао да је Гргур имао сина Павла чији се синови (Гојислав, Никола и Нелипић) 1365. године помињу са придевом "од Добре Куће".

## Породично стабло
|  |                            |  |  |  |  |  |  |  |  |  |  |  |  |  |  |  |
|  | Стјепан (кнез Доњих Краја) |  |  |  |  |  |  |  |  |  |  |  |  |  |  |  |
|  |                            |  |  |  |  |  |  |  |  |  |  |  |  |  |  |  |
|  |                            |  |  |  |  |  |  |  |  |  |  |  |  |  |  |  |
|  | Хрватин Стјепанић          |  |  |  |  |  |  |  |  |  |  |  |  |  |  |  |
|  |                            |  |  |  |  |  |  |  |  |  |  |  |  |  |  |  |
|  |                            |  |  |  |  |  |  |  |  |  |  |  |  |  |  |  |
|  | Павле Хрватинић            |  |  |  |  |  |  |  |  |  |  |  |  |  |  |  |
|  |                            |  |  |  |  |  |  |  |  |  |  |  |  |  |  |  |
|  |                            |  |  |  |  |  |  |  |  |  |  |  |  |  |  |  |
|  | Гргур Павловић             |  |  |  |  |  |  |  |  |  |  |  |  |  |  |  |
|  |                            |  |  |  |  |  |  |  |  |  |  |  |  |  |  |  |
|  |                            |  |  |  |  |  |  |  |  |  |  |  |  |  |  |  |